# Deutsche Snooker-Meisterschaft 2013
Die Deutsche Snooker-Meisterschaft 2013 war die 17. Austragung zur Ermittlung des nationalen Meistertitels der Herren in der Billardvariante Snooker. Sie fand vom 23. bis 27. Oktober 2013 in der Wandelhalle im hessischen Bad Wildungen im Rahmen der Deutschen Billard-Meisterschaft statt.
Deutscher Meister wurde Lukas Kleckers, der 2013 bereits Deutscher Meister der U21- und der U19-Junioren geworden war. Roman Dietzel wurde mit der 2:4-Niederlage im Finale gegen Kleckers wie bereits im Vorjahr deutscher Vizemeister. Titelverteidiger Patrick Einsle nahm nicht am Turnier teil.

## Ergebnisse

### Gruppenphase

#### Gruppe 1
| Platz | Spieler           | Spiele | S | N | Frames |
| ----- | ----------------- | ------ | - | - | ------ |
| 1.    | Roman Dietzel     | 4      | 4 | 0 | 12:1   |
| 2.    | Ramzi Ben Ghaffar | 4      | 3 | 1 | 9:5    |
| 3.    | Dominik Rohde     | 4      | 2 | 2 | 7:6    |
| 4.    | Markus Ernicke    | 4      | 1 | 3 | 3:11   |
| 5.    | Stefan Koch       | 4      | 0 | 4 | 4:12   |

| Name              | Erg. | Name              |
| ----------------- | ---- | ----------------- |
| Roman Dietzel     | 3:0  | Stefan Koch       |
| Dominik Rohde     | 0:3  | Ramzi Ben Ghaffar |
| Markus Ernicke    | 3:2  | Stefan Koch       |
| Roman Dietzel     | 3:0  | Ramzi Ben Ghaffar |
| Dominik Rohde     | 3:0  | Markus Ernicke    |
| Ramzi Ben Ghaffar | 3:2  | Stefan Koch       |
| Roman Dietzel     | 3:0  | Markus Ernicke    |
| Dominik Rohde     | 3:0  | Stefan Koch       |
| Markus Ernicke    | 0:3  | Ramzi Ben Ghaffar |
| Roman Dietzel     | 3:1  | Dominik Rohde     |

#### Gruppe 2
| Platz | Spieler         | Spiele | S | N | Frames |
| ----- | --------------- | ------ | - | - | ------ |
| 1.    | Frank Schröder  | 4      | 4 | 0 | 12:2   |
| 2.    | Robin Otto      | 4      | 3 | 1 | 9:5    |
| 3.    | Jiaming Zhang   | 4      | 2 | 2 | 7:7    |
| 4.    | Richard Wienold | 4      | 1 | 3 | 6:9    |
| 5.    | Lars Wellmann   | 4      | 0 | 4 | 1:12   |

| Name            | Erg. | Name            |
| --------------- | ---- | --------------- |
| Robin Otto      | 3:1  | Jiaming Zhang   |
| Richard Wienold | 3:0  | Lars Wellmann   |
| Frank Schröder  | 3:0  | Jiaming Zhang   |
| Robin Otto      | 3:0  | Lars Wellmann   |
| Richard Wienold | 1:3  | Frank Schröder  |
| Lars Wellmann   | 0:3  | Jiaming Zhang   |
| Robin Otto      | 0:3  | Frank Schröder  |
| Richard Wienold | 1:3  | Jiaming Zhang   |
| Frank Schröder  | 3:1  | Lars Wellmann   |
| Robin Otto      | 3:1  | Richard Wienold |

#### Gruppe 3
| Platz | Spieler          | Spiele | S | N | Frames |
| ----- | ---------------- | ------ | - | - | ------ |
| 1.    | Olaf Thode       | 4      | 4 | 0 | 12:2   |
| 2.    | Daniel Schneider | 4      | 3 | 1 | 10:5   |
| 3.    | Kevin Schejock   | 4      | 2 | 2 | 7:6    |
| 4.    | Philipp Rietze   | 4      | 1 | 3 | 4:10   |
| 5.    | Christian Zenß   | 4      | 0 | 4 | 2:12   |

| Name           | Erg. | Name             |
| -------------- | ---- | ---------------- |
| Olaf Thode     | 3:1  | Daniel Schneider |
| Christian Zenß | 1:3  | Philipp Rietze   |
| Kevin Schejock | 1:3  | Daniel Schneider |
| Olaf Thode     | 3:1  | Philipp Rietze   |
| Christian Zenß | 0:3  | Kevin Schejock   |
| Philipp Rietze | 0:3  | Daniel Schneider |
| Olaf Thode     | 3:0  | Kevin Schejock   |
| Christian Zenß | 1:3  | Daniel Schneider |
| Kevin Schejock | 3:0  | Philipp Rietze   |
| Olaf Thode     | 3:0  | Christian Zenß   |

#### Gruppe 4
| Platz | Spieler          | Spiele | S | N | Frames |
| ----- | ---------------- | ------ | - | - | ------ |
| 1.    | Jörn Hannes-Hühn | 4      | 3 | 1 | 10:5   |
| 2.    | Sascha Lippe     | 4      | 3 | 1 | 11:6   |
| 3.    | Michael Schnabel | 4      | 2 | 2 | 7:9    |
| 4.    | Julian Matthias  | 4      | 1 | 3 | 6:10   |
| 5.    | Sascha Breuer    | 4      | 1 | 3 | 5:9    |

| Name             | Erg. | Name             |
| ---------------- | ---- | ---------------- |
| Sascha Lippe     | 3:1  | Jörn Hannes-Hühn |
| Sascha Breuer    | 3:0  | Julian Matthias  |
| Michael Schnabel | 0:3  | Jörn Hannes-Hühn |
| Sascha Lippe     | 3:1  | Julian Matthias  |
| Sascha Breuer    | 1:3  | Michael Schnabel |
| Julian Matthias  | 2:3  | Jörn Hannes-Hühn |
| Sascha Lippe     | 2:3  | Michael Schnabel |
| Sascha Breuer    | 0:3  | Jörn Hannes-Hühn |
| Michael Schnabel | 1:3  | Julian Matthias  |
| Sascha Lippe     | 3:1  | Sascha Breuer    |

#### Gruppe 5
| Platz | Spieler           | Spiele | S | N | Frames |
| ----- | ----------------- | ------ | - | - | ------ |
| 1.    | Lukas Kleckers    | 4      | 4 | 0 | 12:2   |
| 2.    | Simon Lichtenberg | 4      | 3 | 1 | 9:5    |
| 3.    | Felix Frede       | 4      | 2 | 2 | 10:7   |
| 4.    | Sascha Schill     | 4      | 1 | 3 | 4:9    |
| 5.    | Wolfgang Ederle   | 4      | 0 | 4 | 0:12   |

| Name              | Erg. | Name              |
| ----------------- | ---- | ----------------- |
| Lukas Kleckers    | 3:0  | Sascha Schill     |
| Simon Lichtenberg | 3:0  | Wolfgang Ederle   |
| Felix Frede       | 3:1  | Sascha Schill     |
| Lukas Kleckers    | 3:0  | Wolfgang Ederle   |
| Simon Lichtenberg | 3:2  | Felix Frede       |
| Wolfgang Ederle   | 0:3  | Sascha Schill     |
| Lukas Kleckers    | 3:2  | Felix Frede       |
| Simon Lichtenberg | 3:0  | Sascha Schill     |
| Felix Frede       | 3:0  | Wolfgang Ederle   |
| Lukas Kleckers    | 3:0  | Simon Lichtenberg |

#### Gruppe 6
| Platz | Spieler            | Spiele | S | N | Frames |
| ----- | ------------------ | ------ | - | - | ------ |
| 1.    | Marco Weber        | 4      | 1 | 3 | 11:7   |
| 2.    | Tobias Friedrichs  | 4      | 3 | 1 | 11:7   |
| 3.    | Hans-Joachim Meyer | 4      | 2 | 2 | 9:8    |
| 4.    | Dieter Meyer       | 4      | 1 | 3 | 6:10   |
| 5.    | Markus Nigbur      | 4      | 1 | 3 | 6:11   |

| Name              | Erg. | Name               |
| ----------------- | ---- | ------------------ |
| Marco Weber       | 2:3  | Hans-Joachim Meyer |
| Tobias Friedrichs | 3:1  | Markus Nigbur      |
| Dieter Meyer      | 0:3  | Hans-Joachim Meyer |
| Marco Weber       | 3:1  | Markus Nigbur      |
| Tobias Friedrichs | 3:2  | Dieter Meyer       |
| Markus Nigbur     | 3:2  | Hans-Joachim Meyer |
| Marco Weber       | 3:1  | Dieter Meyer       |
| Tobias Friedrichs | 3:1  | Hans-Joachim Meyer |
| Dieter Meyer      | 3:1  | Markus Nigbur      |
| Marco Weber       | 3:2  | Tobias Friedrichs  |

#### Gruppe 7
| Platz | Spieler             | Spiele | S | N | Frames |
| ----- | ------------------- | ------ | - | - | ------ |
| 1.    | Michael Haferung    | 4      | 3 | 1 | 10:7   |
| 2.    | Ismail Ali          | 3      | 2 | 1 | 6:6    |
| 3.    | Eugen Biedlingmaier | 4      | 2 | 2 | 10:8   |
| 4.    | Jan Eisenstein      | 3      | 1 | 2 | 6:7    |
| 5.    | Michael Heeger      | 4      | 1 | 3 | 7:11   |

| Name             | Erg. | Name                |
| ---------------- | ---- | ------------------- |
| Jan Eisenstein   | 2:3  | Eugen Biedlingmaier |
| Ismail Ali       | 3:2  | Michael Heeger      |
| Michael Haferung | 3:2  | Eugen Biedlingmaier |
| Jan Eisenstein   | 3:1  | Michael Heeger      |
| Ismail Ali       | 3:1  | Michael Haferung    |
| Michael Heeger   | 3:2  | Eugen Biedlingmaier |
| Jan Eisenstein   | 1:3  | Michael Haferung    |
| Ismail Ali       | 0:3  | Eugen Biedlingmaier |
| Michael Haferung | 3:1  | Michael Heeger      |
| Jan Eisenstein   | -:-  | Ismail Ali          |

#### Gruppe 8
| Platz | Spieler       | Spiele | S | N | Frames |
| ----- | ------------- | ------ | - | - | ------ |
| 1.    | Jan Utikal    | 4      | 3 | 1 | 11:6   |
| 2.    | Miro Popovic  | 4      | 3 | 1 | 11:7   |
| 3.    | Nicolas Fiß   | 4      | 2 | 2 | 9:8    |
| 4.    | Soner Sari    | 4      | 2 | 2 | 9:9    |
| 5.    | Moritz Thomas | 4      | 0 | 4 | 2:12   |

| Name          | Erg. | Name          |
| ------------- | ---- | ------------- |
| Miro Popovic  | 2:3  | Nicolas Fiß   |
| Moritz Thomas | 1:3  | Jan Utikal    |
| Soner Sari    | 3:2  | Nicolas Fiß   |
| Miro Popovic  | 3:2  | Jan Utikal    |
| Moritz Thomas | 1:3  | Soner Sari    |
| Jan Utikal    | 3:1  | Nicolas Fiß   |
| Miro Popovic  | 3:2  | Soner Sari    |
| Moritz Thomas | 0:3  | Nicolas Fiß   |
| Soner Sari    | 1:3  | Jan Utikal    |
| Miro Popovic  | 3:0  | Moritz Thomas |

### Endrunde
|  | Achtelfinale Best of 5 Frames | Achtelfinale Best of 5 Frames |                |                | Viertelfinale Best of 5 Frames | Viertelfinale Best of 5 Frames |  |  | Halbfinale Best of 5 Frames | Halbfinale Best of 5 Frames |  |  | Finale Best of 7 Frames | Finale Best of 7 Frames |
|  |                               |                               |                |                |                                |                                |  |  |                             |                             |  |  |                         |                         |
|  |                               |                               |                |                |                                |                                |  |  |                             |                             |  |  |                         |                         |
|  | Roman Dietzel                 | 3                             |                |                |                                |                                |  |  |                             |                             |  |  |                         |                         |
|  | Miro Popovic                  | 1                             |                |                |                                |                                |  |  |                             |                             |  |  |                         |                         |
|  | Miro Popovic                  | 1                             | Roman Dietzel  | 3              |                                |                                |  |  |                             |                             |  |  |                         |                         |
|  |                               |                               | Roman Dietzel  | 3              |                                |                                |  |  |                             |                             |  |  |                         |                         |
|  |                               |                               |                |                | Michael Haferung               | 1                              |  |  |                             |                             |  |  |                         |                         |
|  | Daniel Schneider              | 0                             |                |                | Michael Haferung               | 1                              |  |  |                             |                             |  |  |                         |                         |
|  | Daniel Schneider              | 0                             |                |                |                                |                                |  |  |                             |                             |  |  |                         |                         |
|  | Michael Haferung              | 3                             |                |                |                                |                                |  |  |                             |                             |  |  |                         |                         |
|  | Michael Haferung              | 3                             | Roman Dietzel  | 3              |                                |                                |  |  |                             |                             |  |  |                         |                         |
|  |                               |                               | Roman Dietzel  | 3              |                                |                                |  |  |                             |                             |  |  |                         |                         |
|  |                               |                               |                | Sascha Lippe   | 0                              |                                |  |  |                             |                             |  |  |                         |                         |
|  | Sascha Lippe                  | 3                             |                | Sascha Lippe   | 0                              |                                |  |  |                             |                             |  |  |                         |                         |
|  | Sascha Lippe                  | 3                             |                |                |                                |                                |  |  |                             |                             |  |  |                         |                         |
|  | Simon Lichtenberg             | 2                             |                |                |                                |                                |  |  |                             |                             |  |  |                         |                         |
|  | Simon Lichtenberg             | 2                             | Sascha Lippe   | 3              |                                |                                |  |  |                             |                             |  |  |                         |                         |
|  |                               |                               | Sascha Lippe   | 3              |                                |                                |  |  |                             |                             |  |  |                         |                         |
|  |                               |                               |                |                | Tobias Friedrichs              | 1                              |  |  |                             |                             |  |  |                         |                         |
|  | Tobias Friedrichs             | 3                             |                |                | Tobias Friedrichs              | 1                              |  |  |                             |                             |  |  |                         |                         |
|  | Tobias Friedrichs             | 3                             |                |                |                                |                                |  |  |                             |                             |  |  |                         |                         |
|  | Frank Schröder                | 1                             |                |                |                                |                                |  |  |                             |                             |  |  |                         |                         |
|  | Frank Schröder                | 1                             | Roman Dietzel  | 2              |                                |                                |  |  |                             |                             |  |  |                         |                         |
|  |                               |                               | Roman Dietzel  | 2              |                                |                                |  |  |                             |                             |  |  |                         |                         |
|  |                               |                               |                | Lukas Kleckers | 4                              |                                |  |  |                             |                             |  |  |                         |                         |
|  | Lukas Kleckers                | 3                             |                | Lukas Kleckers | 4                              |                                |  |  |                             |                             |  |  |                         |                         |
|  | Lukas Kleckers                | 3                             |                |                |                                |                                |  |  |                             |                             |  |  |                         |                         |
|  | Jörn Hannes-Hühn              | 0                             |                |                |                                |                                |  |  |                             |                             |  |  |                         |                         |
|  | Jörn Hannes-Hühn              | 0                             | Lukas Kleckers | 3              |                                |                                |  |  |                             |                             |  |  |                         |                         |
|  |                               |                               | Lukas Kleckers | 3              |                                |                                |  |  |                             |                             |  |  |                         |                         |
|  |                               |                               |                |                | Jan Utikal                     | 0                              |  |  |                             |                             |  |  |                         |                         |
|  | Ramzi Ben Ghaffar             | 1                             |                |                | Jan Utikal                     | 0                              |  |  |                             |                             |  |  |                         |                         |
|  | Ramzi Ben Ghaffar             | 1                             |                |                |                                |                                |  |  |                             |                             |  |  |                         |                         |
|  | Jan Utikal                    | 3                             |                |                |                                |                                |  |  |                             |                             |  |  |                         |                         |
|  | Jan Utikal                    | 3                             | Lukas Kleckers | 3              |                                |                                |  |  |                             |                             |  |  |                         |                         |
|  |                               |                               | Lukas Kleckers | 3              |                                |                                |  |  |                             |                             |  |  |                         |                         |
|  |                               |                               |                | Marco Weber    | 0                              |                                |  |  |                             |                             |  |  |                         |                         |
|  | Marco Weber                   | 3                             |                | Marco Weber    | 0                              |                                |  |  |                             |                             |  |  |                         |                         |
|  | Marco Weber                   | 3                             |                |                |                                |                                |  |  |                             |                             |  |  |                         |                         |
|  | Eugen Biedlingmaier           | 0                             |                |                |                                |                                |  |  |                             |                             |  |  |                         |                         |
|  | Eugen Biedlingmaier           | 0                             | Marco Weber    | 3              |                                |                                |  |  |                             |                             |  |  |                         |                         |
|  |                               |                               | Marco Weber    | 3              |                                |                                |  |  |                             |                             |  |  |                         |                         |
|  |                               |                               |                |                | Robin Otto                     | 2                              |  |  |                             |                             |  |  |                         |                         |
|  | Robin Otto                    | 3                             |                |                | Robin Otto                     | 2                              |  |  |                             |                             |  |  |                         |                         |
|  | Robin Otto                    | 3                             |                |                |                                |                                |  |  |                             |                             |  |  |                         |                         |
|  | Olaf Thode                    | 2                             |                |                |                                |                                |  |  |                             |                             |  |  |                         |                         |